# Magnus Mehl
Magnus Mehl (* 21. November 1980 in Rottweil) ist ein deutscher Jazzmusiker (Saxophon, Komposition).

## Leben und Wirken
Mehl erhielt ab dem Alter von neun Jahren Saxophonunterricht. Mit 17 Jahren nahm er am Internationalen Saxophon-Seminar in Marktoberdorfteil, wo  Dozenten wie Lee Konitz, James Moody, Roman Schwaller und Jürgen Seefelder lehrten. Mehl begann 2001 ein Saxophonstudium an der Musikhochschule Nürnberg bei Klaus Graf, Steffen Schorn und Hubert Winter, um im Folgejahr bei Ferdinand Povel am Conservatorium van Amsterdam weiterzustudieren und schließlich an der Musikhochschule Köln (bei Heiner Wiberny und Claudius Valk) sein Diplom abzulegen. Über ein DAAD-Stipendium am Queens College in New York bei Antonio Hart setzte er seine Instrumentalausbildung fort. 2010 begann Mehl ein Masterstudium bei Bernd Konrad an der Musikhochschule Stuttgart, das er mit Auszeichnung abschloss.
Mehl spielte zunächst in den Landesjazzorchestern von Baden-Württemberg (1999/2000), Bayern (2001) und dem JugendJazzOrchester NRW (2004/2005) und gehörte 2003 zum Bundesjazzorchester unter Peter Herbolzheimer. Mehl leitete sein eigenes Quintett, zu dem Frederik Köster gehörte, und daneben die Wednesday Night Big Band, die sich zunächst aus Studenten und Absolventen der Kölner Musikhochschule und aus Mitgliedern des BuJazzO zusammensetzte und regelmäßig mittwochs im Alten Wartesaal in Köln auftrat; heute spielen in der jetzt in Stuttgart ansässigen Bigband Mitglieder der dortigen Szene. 2007 gründete er zusammen mit seinem Bruder, dem Schlagzeuger Ferenc Mehl, das Ferenc und Magnus Mehl Quartett, das drei Alben veröffentlichte. Seit 2011 leitet er auch das Mehl Consortium, zu dem Axel Schlosser, Rainer Böhm, Felix Fromm und Ferenc Mehl gehören. Gemeinsam mit Klaus Graf verantwortet er das Klaus Graf/Magnus Mehl Projekt. Als Leadaltist und Solist der POLDI Big Band begleitete er Sandy Patton (Live-Album).
2015 entwickelte Mehl das Konzept für eine Tanz/Jazz-Kooperation, welche bei den Theaterhaus Jazztagen uraufgeführt wurde. Bei diesem speziellen Projekt arbeitet das Ferenc und Magnus Mehl Quartett mit den Tänzern des Stuttgarter Ballett, Elisa Badenes, Pablo von Sternenfels und Jesse Fraser, zusammen. Für die zweite Auflage der Dance/Jazz Fusion (Vol.II) im Jahr 2017, konnte der  Choreograph Marco Goecke gewonnen werden. Für Goecke schrieb Mehl außerdem eine Auftragskomposition zu seinem Ballett „The Heart“ (Uraufführung durch Gauthier Dance).
Konzertreisen führten ihn nach Asien (Kambodscha, Laos, Vietnam, Malaysia, Korea), Mittelamerika (Panama, Honduras, Nicaragua, San Salvador, Costa Rica), Russland,  und Spanien, Serbien, Italien. In Kooperation mit dem Goethe-Institut gastierte der Saxophonist  mit verschiedenen Ensembles auf Festivals im Ausland und war als Workshop Dozent und Big Band Leiter aktiv. Weiterhin war er als Theatermusiker tätig.

## Preise und Auszeichnungen
2006 erhielt Mehl mit seinem Quintett, zu dem damals neben Tobias Hoffmann, Fedor Ruskuc und Ralf Gessler der Trompeter Brice Moscardini gehörten, beim Festival Jazz International de Gexto den ersten Preis sowie einen zweiten Preis beim internationalen Hoilaart Jazzwettbewerb in Belgien (2006). Weiterhin ist er gemeinsam mit seinem Bruder Träger des Kulturförderpreises seiner Geburtsstadt Rottweil (2007). 2008 gewann das Ferenc und Magnus Mehl Quartett den Internationalen Jimmy Woode Award (neben dem Hauptpreis für die beste Band 3 weitere erste Preisen für solistische Leistungen, darunter der Preis für den besten Saxophonisten des Festivals). 2015 wurde Magnus Mehl mit dem Jazzpreis Baden-Württemberg ausgezeichnet, da er sein Instrument mit meisterhafter Technik und Ideenreichtum beherrsche und es zugleich in seinen Kompositionen verstehe, „interessante Klangkombinationen zu schaffen und diese in sein Spiel zu integrieren.“

## Diskographische Hinweise
- Magnus Mehl Quintett Jazz Getxo (Gaztelupeko Hotsak 2006)
- Ferenc und Magnus Mehl Quartett No 1 (2006 mit Martin Schulte, Frederik Köster, Fedor Ruškuc)
- Mehl Consortium City Views (Jawo 2012)
- Ferenc und Magnus Mehl Quartett Once Upon and So On (Jawo 2014, mit Magnus Mehl, Martin Schulte, Fedor Ruškuc)
- Konrad/Mehl Project Two Generations in Jazz (HGBS 2014, mit Ferenc Mehl und Fedor Ruškuc)
- Ferenc und Magnus Mehl Quartett Broken Circle (Mochermusic 2018, mit Magnus Mehl, Martin Schulte, Fedor Ruškuc)
- Magnus Mehl Tiny Brass Band: Live (NWog 2025, mit Christian Mehler, Johannes Bär, Ferenc Mehl)[5]